# Давала, Умит
Уми́т Давала́ (нем. и тур. Ümit Davala; род. 30 июля 1973, Мангейм, Баден-Вюртемберг) — турецкий и немецкий футболист и футбольный тренер. Бронзовый призёр чемпионата мира 2002.

## Карьера игрока

### Клубная
Поиграв в нескольких любительских клубах Германии и Турции, Умит перешёл на правах аренды в клуб первой турецкой лиги «Диярбакырспор». После окончания срока аренды перешёл в «Галатасарай», где провёл пять сезонов, выиграв три чемпионата Турции, Кубок УЕФА и Суперкубок Европы. В 2001 году вместе с тренером Фатихом Теримом перешёл в «Милан». Сумма трансфера составила 5 миллионов евро. Однако Терим был отправлен в отставку уже через два месяца, и при Карло Анчелотти Умит потерял своё место в составе. Летом 2002 года он был отдан в «Интернационале» в обмен на Дарио Шимича и тут же был отдан в аренду «Галатасараю». Ещё через год он был отдан в аренду «Вердеру», с которым стал чемпионом и обладателем Кубка Германии. В 2004 году «Вердер» выкупил контракт футболиста, но из-за травм сыграл за два сезона всего 11 матчей. В январе 2006 объявил о завершении карьеры.

### В сборной
Как и многие футболисты турецкого происхождения, родившиеся в Германии, Умит выступал за сборную Турции. Он был в составе сборной на ЧЕ-2000 и ЧМ-2002. На последнем турнире он выделялся своим ирокезом, а также тем, что забил Китаю в матче группового этапа и Японии в 1/8 финала. В четвертьфинале его навес привёл к «золотому голу» Ильхана Мансыза в ворота сборной Сенегала.
Мост в городе Курудер получил имя Юмита Давала в знак признания его выступления на чемпионате мира 2002 года.

### Мини-футбол
По окончании карьеры игрока Умит был капитаном сборной Турции по мини-футболу на отборочном турнире к чемпионату Европы 2007.

## Тренерская карьера
Умит был тренером молодёжной сборной Турции по июнь 2008, когда его пригласили в помощники тренера в «Галатасарай», однако уже в октябре он был уволен.

## Достижения
«Галатасарай»
- Чемпион Турции: 1996/97, 1997/98, 1998/99, 1999/2000
- Обладатель Кубка Турции: 1996, 1999, 2000
- Обладатель Кубка УЕФА: 2000
- Обладатель Суперкубка УЕФА: 2000

«Вердер»
- Чемпион Германии: 2003/04
- Обладатель Кубка Германии: 2003/04

Сборная Турции
- Бронзовый призёр чемпионат мира: 2002